# Musselshell (rivière)
La rivière Musselshell, c'est-à-dire littéralement en français la rivière coquille de moule  est un affluent de la rive droite de la rivière Missouri, d’environ 470 km de long, coulant dans le centre du Montana aux États-Unis.

## Description de son cours
La rivière Musselshell est une rivière de plaine qui coule dans une large vallée en décrivant des  méandres de plus en plus prononcés vers l'aval. Elle nait sur le versant oriental des montagnes Rocheuses, à la confluence d'une branche nord, la North Fork Musselshell, 56 km de long, et d'une branche sud, la South Fork Musselshell, dans la partie occidentale du comté de Wheatland. La branche nord draine le versant méridional des monts Little Belt et le versant septentrional des monts Castle tandis que la branche sud draine le versant méridional des monts Castle et une partie des  monts Crazy. La Musselshell coule d'abord vers l’est près de Harlowton, puis vers le nord-est près de Roundup, et enfin vers le nord, où elle rejoint le Missouri au niveau du lac de retenue de Fort Peck.

## Histoire
La rivière fut explorée par l'expédition Lewis et Clark en 1804 mais était déjà connue bien avant des trappeurs français. Les membres de l'expédition l'appelèrent Musselshell en raison des nombreuses moules d'eau douce qu'ils trouvèrent sur ses berges. La rivière est en effet le lieu d'habitat naturel de trois espèces de moules d'eau douce.
Les derniers survivants des grands troupeaux de bisons d'Amérique vécurent dans le bassin de la rivière Musselshell à la fin du XIXe siècle. Auparavant, avant que l'homme ne les extermine, des dizaines de millions de bisons parcouraient les vastes prairies s'étendant de la rivière Yellowstone à la Saskatchewan.

## Débit
Le débit de la rivière Musselshell a été mesuré depuis 1930 à Mosby, dans le comté de Petroleum, État du Montana. La rivière y draine une surface de 20 305 km2 et son débit moyen y est de 7,1 m3/s. On en déduit que la tranche d'eau écoulée annuellement dans son bassin est de seulement 11 mm, valeur faible liée à l'aridité des zones drainées et à l'usage intensif qu'il est fait de son eau pour les besoins de l'irrigation. Le débit de la rivière manque de pondération et il arrive fréquemment que son lit soit complètement à sec. Son débit connait un maximum en juin au moment de la fonte des neiges dans les Rocheuses. Le débit record est de 510 m3/s, mesuré le 18 juin 1944.